# Wojciech Pszoniak

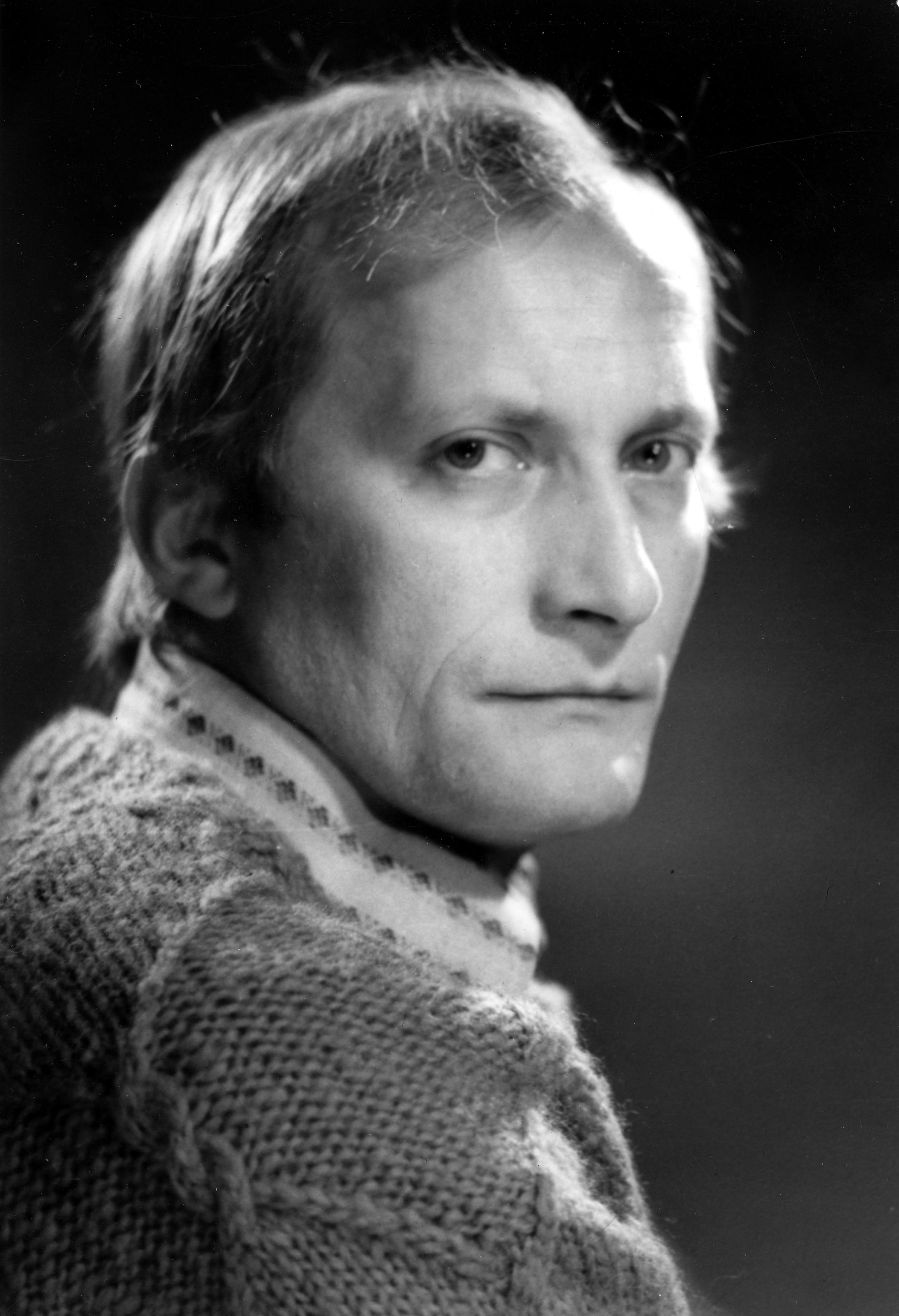
Wojciech Pszoniak

Wojciech Zygmunt Pszoniak (* 2. Mai 1942 in Lemberg; † 19. Oktober 2020 in Warschau) war ein polnischer Schauspieler.

## Leben
Pszoniak erlangte 1968 ein Diplom an der Theaterhochschule in Krakau und war anschließend am Stary Teatr Krakau tätig. Bühnenerfolge feierte er dort in Konrad Swinarskis Inszenierungen von William Shakespeares Ein Sommernachtstraum (1970) und als Werchowenski in Dostojewskis Die Dämonen (1972/73). Ab 1972 hatte er Engagements in Warschau am Narodowy Teatr und ab 1974 am Powszechny Teatr, wo er 1977 die Hauptrolle in Dale Wassermans Bühnenstück Einer flog über das Kuckucksnest spielte.
Sein Filmdebüt hatte Pszoniak 1970 in Zbigniew Chmielewskis Engelsgesicht. Seine ersten wichtigen Rollen spielte er 1972 in Andrzej Żuławskis Diabeł und Andrzej Wajdas Die Hochzeit. Mit Wajda arbeitete Pszoniak noch mehrfach zusammen, so spielte er unter dessen Regie den Juden Moryc Welt in Das gelobte Land (1975) und Robespierre im Historienfilm Danton (1983) und erhielt dafür gemeinsam mit Daniel Olbrychski den Darstellerpreis des Internationalen Filmfestivals in Montreal. Daraufhin arbeitete Pszoniak ab Mitte der 1980er Jahre verstärkt in Westeuropa, insbesondere in Frankreich.
Er starb im Oktober 2020 im Alter von 78 Jahren.

## Filmografie

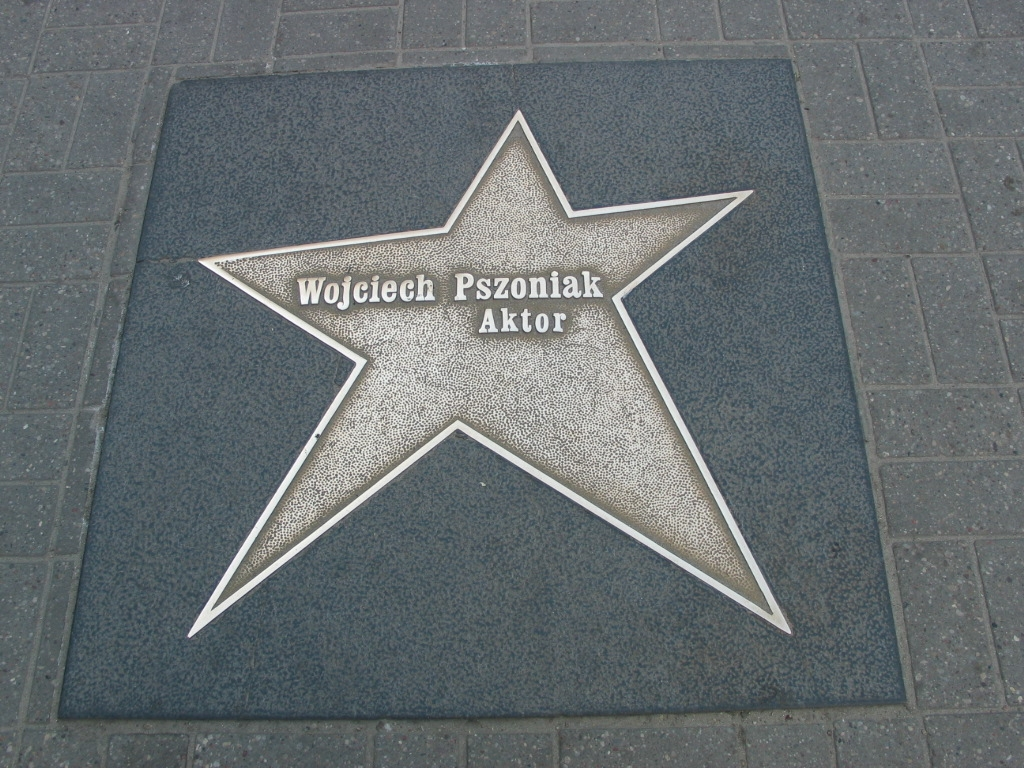
Pszoniaks Stern auf dem Walk of Fame in Łódź

- 1970: Engelsgesicht (Twarz anioła) – Regie: Zbigniew Chmielewski
- 1973: Die Hochzeit (Wesele) – Regie: Andrzej Wajda
- 1975: Das gelobte Land (Ziemia obiecana)
- 1979: Die Blechtrommel
- 1982: Limousine Daimler-Benz – Regie: Filip Bajon
- 1983: Danton
- 1983: Austeria – Das Haus an der Grenze (Austeria) – Regie: Jerzy Kawalerowicz
- 1986: Bittere Ernte
- 1986: Mit meinen heißen Tränen
- 1986: Der Sommer des Samurai
- 1988: Der Priestermord (To Kill a Priest)
- 1989: Deux – Regie: Claude Zidi
- 1989: Vivaldi – Skandalöse Abenteuer (Rouge Venise) – Regie: Étienne Périer
- 1990: Monsieur – Regie: Jean-Philippe Toussaint
- 1990: Korczak
- 1995: Die Karwoche (Wielki tydzień)
- 1997: Die Farbe des Lebens (Our God’s Brother) – Regie: Krzysztof Zanussi
- 2000: Bajland – Regie: Henryk Dederko
- 2001: Chaos – Regie: Coline Serreau
- 2003: Le Pacte du silence – Regie: Graham Guit
- 2004: Viper in der Faust (Vipère au poing) – Regie: Philippe de Broca
- 2006: Strajk – Die Heldin von Danzig
- 2007: Hope – Regie: Stanisław Mucha
- 2015: Excentrycy, czyli po słonecznej stronie ulicy – Regie: Janusz Majewski